# Matthew Tennyson
Matthew Tennyson (Londra, 1988) è un attore teatrale britannico.

## Biografia
Nato nel quartiere londinese di Stoke Newington, è figlio del fisico Jonathan Tennyson e discendente diretto di Lord Alfred Tennyson; è dichiaratamente gay.
Immediatamente dopo aver conseguito la laurea alla London Academy of Music and Dramatic Art nel 2011, ha esordito nel West End londinese interpretando Percy in Flare Path per la regia di Trevor Nunn. Nei mesi successivi ha interpretato il protagonista Jamie in Beautiful Thing al Royal Exchange di Manchester ed Eric in Making Noise Quietly alla Donmar Warehouse, vincendo l'Evening Standard Theatre Award al miglior attore rivelazione nel 2012.
Nel 2013 ha esordito allo Shakespeare's Globe interpretando Puck in Sogno di una notte di mezza estate, mentre nel 2015 ha interpretato Konstantin ne Il gabbiano al Regent's Park Open Air Theatre. Nel 2016 ha esordito al National Theatre nel dramma Cleansed, in cui interpretava il giovane Robin, mentre nel 2017 ha interpretato Salomè in un allestimento della Royal Shakespeare Company della tragedia omonima di Oscar Wilde. Nel 2018 ha recitato nei panni del protagonista Connor in una riduzione teatrale di Sette minuti dopo la mezzanotte in scena all'Old Vic, nel 2023 è il co-protagonista Michal in The Pillowman al Duke of York's Theatre e nel 2024 ha interpretato Edgar in Re Lear all'Almeida Theatre e A. E. Housman insieme a Simon Russell Beale ne L'invenzione dell'amore di Tom Stoppard in cartellone all'Hampstead Theatre.
Parallelamente all'attività sulle scene, ha recitato anche sul piccolo schermo, apparendo in episodi de I Borgia (nei panni di Ottaviano Riario), L'ispettore Barnaby e interpretando Clarence in The Hollow Crown. Al cinema è noto per l'interpretazione come Wilfred Owen nel film Benediction.

## Teatro
- Flare Path di Terence Rattigan, regia di Trevor Nunn, con Sheridan Smith. Haymarket Theatre di Londra (2011)
- Beautiful Thing di Jonathan Harvey, regia di Sarah Frankcom. Royal Exchange di Manchester (2011)
- Making Noise Quietly di Robert Holman, regia di Peter Gill. Donmar Warehouse di Londra (2012)
- Sogno di una notte di mezza estate di William Shakespeare, regia di Dominic Dromgoole. Shakespeare's Globe di Londra (2013)
- Il gabbiano di Anton Čechov, regia di Matthew Dunser, con Janie Dee. Regent's Park Open Air Theatre di Londra (2015)
- A Breakfast of Eels di Robert Holman, regia di Robert Hasite. The Print Room di Londra (2015)
- Cleansed di Sarah Kane, regia di Katie Mitchell. National Theatre di Londra (2016)
- Salomè di Oscar Wilde, regia di Owen Horsley. Swan Theatre di Stratford-upon-Avon (2017)
- A Monster Calls, dal romanzo di Patrick Ness, regia di Sally Cookson. Old Vic di Londra (2018)
- The Lodger di Robert Holman, regia di Geraldine Alexander. Coronet Theatre di Londra (2021)
- The Misfortune of the English di Pamela Carter, regia di Oscar Toeman. Orange Tree Theatre di Londra (2022)
- The Pillowman di Martin McDonagh, regia di Matthew Dunster. Duke of York's Theatre di Londra (2023)
- Re Lear di William Shakespeare, regia di Yaël Farber. Almeida Theatre di Londra (2024)
- L'invenzione dell'amore di Tom Stoppard, regia di Blanche McIntyre. Hampstead Theatre di Londra (2024)

## Filmografia

### Cinema
- Pride, regia di Matthew Warchus (2014)
- Benediction, regia di Terence Davies (2021)

### Televisione
- L'ispettore Barnaby - serie TV, episodio 9x2 (2006)
- The Hollow Crown - serie TV, episodi 1x2 e 1x3 (2012)
- Da Vinci's Demons - serie TV, episodio 1x1 (2013)
- I Borgia - serie TV, episodi 2x11, 2x12 e 3x12 (2013-2014)
- Babylon - miniserie TV, episodio 1x4 (2014)
- Padre Brown (Father Brown) - serie TV, episodio 3x6 (2015)
- Humans - serie TV, episodio 1x4 (2015)
- Grantchester - serie TV, episodio 2x2 (2016)

## Doppiatori italiani
- Davide Albano ne I Borgia